# The Salt Lake Tribune
The Salt Lake Tribune é o maior jornal diário e de maior circulação na cidade americana de Salt Lake City, em Utah. The Salt Lake Tribune é distribuído pelo jornal Agência Corporation, que distribui igualmente a Deseret Morning News. A Tribuna - ou "Trib", como é conhecido localmente - é atualmente propriedade do Denver-baseado MediaNews Group. Durante quase 100 anos, foi propriedade dos herdeiros do senador americano Thomas Kearns. Depois da morte de Thomas Kearns, em 1918, a empresa era controlada por sua viúva, Jennie Juiz Kearns e seu filho, Thomas F. Kearns.